# My Melancholy Blues
My Melancholy Blues è un brano scritto ed interpretato da Freddie Mercury, pubblicato nel 1977 nell'album News of the World dei Queen.

## Storia
Il brano venne esibito dal gruppo rock durante il News of the World Tour.

## Curiosità
Nelle versioni live il bassista John Deacon suonò con un fretless.